# Nicolás Antonio González
Nicolás Antonio González (Caseros, Provincia de Buenos Aires, Argentina, 4 de febrero de 1992) es un futbolista argentino. Juega de mediocampista ofensivo y actualmente juega en Xelajú M.C. de la Liga Nacional de Guatemala.

## Trayectoria
Nicolás González se destacó en las divisiones inferiores de Boca Juniors. Entre sus logros se pueden mencionar los torneos internacionales logrados, la distinción como miembro del equipo ideal histórico del prestigioso Torneo internacional alevín de fútbol 7 de Arosa y varias convocatorias a preseleccionados juveniles argentinos.
En 2009 integró la sexta división del Boca Juniors siendo capitán y una de las figuras del equipo junto a otros talentos como Sergio Araujo, Esteban Orfano, Leandro Marín, entre otros.
Sin embargo, al no tener chances de jugar en el primer equipo, en un corto lapso de 2012 se desempeñó en Unión La Calera de la Primera División de Chile, en calidad de cedido hasta el mes de julio de 2012, volviendo al club dueño de su pase: Boca Juniors.
Durante el Campeonato 2012/13, nuevamente no tuvo lugar en el plantel titular de Boca Juniors, y disputó algunos encuentros en reserva. En la siguiente temporada, sus posibilidades de jugar se redujeron incluso en reserva, sin ser tenido en cuenta.
Tras no conseguir afianzarse en Boca Juniors, a mediados del año 2014 arribó a Deportivo Morón club de Tercera División. A principios del año 2015, fue fichado por Estudiantes de Caseros en busca de más regularidad en su juego. En julio de 2015, terminó su vínculo con Estudiantes al no lograr continuidad y arribó a UD Las Palmas, incorporándose a su equipo filial de la cuarta categoría española, denominado Las Palmas Atlético.

## Clubes
| Club                      | País      | Año             |
| ------------------------- | --------- | --------------- |
| Boca Juniors              | Argentina | 2009 - 2011     |
| Unión La Calera (cedido)  | Chile     | 2012            |
| Boca Juniors              | Argentina | 2013 - 2014     |
| Deportivo Morón           | Argentina | 2014            |
| Estudiantes (BA)          | Argentina | 2015            |
| Las Palmas Atlético       | España    | 2015 - 2017     |
| UD Villa de Santa Brígida | España    | 2017 - 2018     |
| Unión Deportiva Lanzarote | España    | 2018 - 2020     |
| Xelajú M.C.               | Guatemala | 2021 - Presente |